# WrestleMania 32

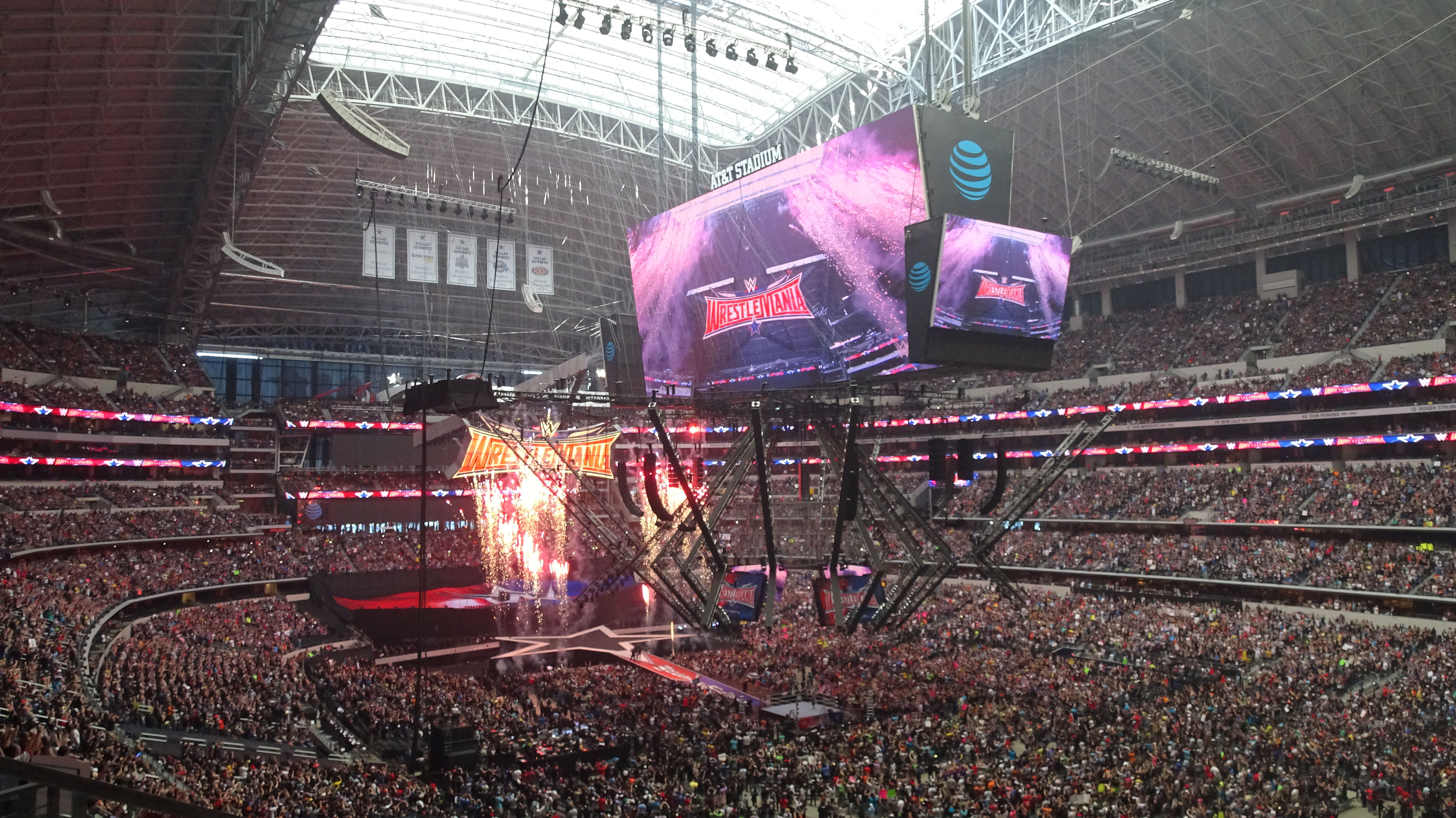
WrestleMania 32 2016-04-03

WrestleMania 32 a fost de treizecisidoua editie a WrestleMania, un eveniment pay-per-view (PPV) de wrestling profesionist , produs de WWE. A avut loc pe 3 aprilie din 2016, de la AT&T Stadium din Arlington, Texas. Pe teme muzicale care ofițerii au fost "Casa Mea" Flo Rida, "Bună ziua vineri" de Flo Rida cu Jason Derulo, "Trăiască Regele" Răzbunat de Șapte ori, "Simpatie pentru Diavol" de Motörhead și "Nu" de Goodbye June.
Aceasta a fost al treilea WrestleMania ce a avut loc în statul Texas, după edițiile din 2001 și 2009, și primul care a avut loc în Dallas-Fort Worth. WrestleMania 32 intrat în istorie, fiind primul eveniment de WWE in a gâzdui mai mult de 100 000 de persoane, în mod concret, au asistat 101 763 ceea ce face evenimentul cu cele mai multe prezențe în istoria companiei.

## Rezultate
- Ladder Match: Zack Ryder i-a învins pe Kevin Owens, Dolph Ziggler, The Miz, Sami Zayn, Sin Cara si Stardust câștigând titlul WWE Intercontinental Championship (15:23)
  - Ryder a câștigat după ce a desfăcut centura.

- Chris Jericho l-a învins pe AJ Styles (17:10)
  - Jericho l-a numărat pe Styles după un «Codebreaker».

- The League of Nations (Sheamus, Alberto del Rio si Rusev) i-au învins pe The New Day (Big E, Kofi Kingston si Xavier Woods) (10:03)
  - Sheamus l-a numarat pe Woods dupa un «Brogue Kick».

- No Holds Barred Street Fight: Brock Lesnar (cu Paul Heyman) l-a învins pe Dean Ambrose (13:06)
  - Lesnar l-a numărat pe Ambrose după un «F-5» pe scaune.

- Charlotte l-ea învins pe Becky Lynch și Sasha Banks câștigând campionatul Feminin din WWE (10:28)
  - Charlotte a facuto pe Lynch sa cedeze cu «Figure-Eight Leglock».
  - În mod normal, Campionatul Divelor trebuia sa fie in joc dar a fost desfiintat si inlocuit de noul Campionat feminin

- Hell in a Cell Match: The Undertaker l-a învins pe Shane McMahon (30:05)
  - Undertaker l-a numarat pe Shane dupa un «Tombstone Piledriver»
  - După meci, recordul lui Undertaker la WrestleMania a trecut la 23-1

- 20-Man Battle Royal Match: Baron Corbin a câștigat trofeul în memoria lui Andre the Giant (9:41)
  - Corbin l-a eliminat pe Kane câștigând meciul
  - Acesta a fost debutul lui Corbin în roster-ul principal

- The Rock l-a învins pe Erick Rowan (0:06)
  - The Rock l-a numarat pe Rowan dupa un «Rock Bottom».
  - După meci, Familia Wyatt a incercat sa-l atace pe Rock dar Cena și-a făcut întoarcerea ajutândul.
  - Acest meci a durat 6 secunde, fiind cel mai scurt meci din istoria Wrestlemania.

- Roman Reigns l-a învins pe Triple H (cu Stephanie McMahon) câștigând Campionatul Mondial WWE (27:11)
  - Reigns l-a numarat pe Triple H dupa un «Spear».
  - În timpul meciului, Stephanie a intervenit în favoarea lui Triple H dar a primit un Spear de la Reigns.